# 機甲武装Gブレイカー
『機甲武装Gブレイカー』（きこうぶそうジーブレイカー）は、サンライズインタラクティブより発売のPlayStation 2用ゲームのシリーズ。

## シリーズ
シミュレーションRPG
- 機甲武装Gブレイカー 第三次クラウディア大戦（2002年4月25日）
- 機甲武装Gブレイカー2 同盟の反撃（2002年8月8日）

アクションゲーム
- 機甲武装Gブレイカー レジェンド オブ クラウディア（2002年11月7日）

### 機甲世紀Gブレイカー
本シリーズと同じくサンライズインタラクティブより発売の『サンライズ英雄譚』シリーズは多数のサンライズロボットアニメ作品がクロスオーバー登場する対戦型RPGであるが、その中で登場するゲームオリジナルロボット作品『機甲世紀Gブレイカー』は『機甲武装Gブレイカー』の続編という設定（実際には『サンライズ英雄譚』の方が先に発表された）。『機甲世紀』の主人公であるカンジ・アカツキは『機甲武装』の主人公キョウ・アカツキの息子である。
『機甲世紀Gブレイカー』単独のゲーム化はされていないが、『スーパーロボット大戦α for Dreamcast』に一部キャラクターと機体が登場する（参戦作品名義は『機甲武装Gブレイカー』）。

## 登場人物
キョウ・アカツキ
声：大塚明夫
GT-A（一時期、GT-M、GT-O、GT-C）のパイロット。
主人公。カンジ・アカツキ、リエ・アカツキ兄妹の父親である。クラウド同盟軍第3軍第7軍団第13独立機動部隊隊長。熱血漢でありながら、信念を持っていて冷静に行動できる。既成概念にとらわれない大胆かつ的確な行動で連邦からは「強力な不確定要素」として恐れられている。
テール・キヌイ
声：かかずゆみ
GT-B（一時期、GT-M、GT-O、GT-C）のパイロット。
キョウと同じく第13独立機動部隊に配属されているGTパイロット。キョウの士官学校時代の同期。キョウにとっては欠かすことの出来ないバックアップである。GTの操縦に関しては教官クラスの技能を持つ。勝気で男勝りだが、芯は優しい女性。
ウインド・シガ
声：福山潤
GT-D（一時期、GT-E、GT-O、GT-C）のパイロット。
普段は飄々とした佇まいをしているが、自由奔放な性格でがゆえに束縛を嫌うも、実は仲間思いの気持ちは人一倍強い。パートナーであったユキーデに裏切れてからはそれがトラウマとなっている。
ジュディース・ジューノ・ジャルダン
声：大谷育江
GT-I（一時期、GT-O、GT-C）のパイロット。
愛称「ジュジュ」。まだ幼さの残る元司令部配属の女性。第13独立機動部隊に配属された理由は軍の機密情報が連邦側に漏洩されたことで内通者の捜索であった。熱心な仕事振り、優しい心遣いからみんなに慕われている。時折、一生懸命であるがゆえにドジな一面も見せる。情報処理や諜報活動を得意とする。ユキーデがデオンに寝返ってからはウインドのバックアップを担当する。
レイク・ツラギ
声：納谷六朗
第13独立機動部隊総司令官。第13独立機動部隊の指揮をとる。階級は提督であるが、提督の名に甘んずることなく様々な人脈を駆使しキョウ達に指令を与える。後に彼の貢献でキョウ達が日の目を見ることとなる。
アンリ・ハウエル
声：浅野るり
第3軍第7軍団指揮官。士官学校を首席で卒業。パウエル将軍の推挙により第3軍司令部参謀に抜擢される。ツラギ司令官の副官としてGT部隊の導入任務に従事する。ガンブレイズ運用に関する多くの提案が採用され軍の再編に大きく貢献する。現在は直属の有人GT部隊である第13独立機動部隊の総指揮権を持つ。
ユキーデ・マーシャル
声：樫井笙人
GT-Y（一時期、GT-O）のパイロット。
第13独立機動部隊所属。おおらかな性格でマイペース。職務で軍に所属しているため、行動は的確であるためあまり積極的とはいえない一面もみせることも。弟妹を探すため、デオンに情報を流し、後にパートナーであるウインドを裏切りデオンへ寝返るも、キョウ達の説得に応じて軍に復帰する。
メルディ・ゴードン
声：楠見尚己
GT-Uのパイロット。GTの前身であったMWa隊の隊長としてデオンと戦い続けてきた老兵。キョウのGT-Aの初陣となったK503高地での戦いで窮地を救われたことが縁で第13独立機動部隊に転属を願い出る。
エストア・フォルニック
声：津村まこと
GT-W（一時期、GT-C）のパイロット。最年少メンバー。敵を倒すことを優先するあまり、若さゆえか民間人を顧みない発言をしてしまう。しかし、それは過去の辛い経験のためである。
カンジ・アカツキ
声：石田彰
キョウの息子でリエの兄。インパルスVIIや可変機クラウドセイバーのパイロット。生身での戦闘にも長けている。
リエ・アカツキ
声：冬馬由美、小島幸子
キョウの娘でカンジの妹。ブラコンで、ルンやネルフェアを敵視している。GT-I（インターセプター）やGT-W（レスル）の実力を発揮できる。
ルン・フォレスト
声：多田葵、小森まなみ
カンジの恋人。生身での戦闘も可能だが、白兵戦より回復役向き。
ルナーク・ヴァインヘルド
声：岩本裕美子
GT-Kのパイロット。クラウド同盟軍第2軍所属の女性。キョウとハクトを尊敬しており、彼と手合わせしたいと思っている。後にキョウが反乱を企てていると思い込んでいたが第2軍が旧デオン市民を虐げている事実を知るとキョウの力になろうとする。
ガロッガ・ダスター
声：高瀬右光
GT-Nのパイロット。クラウド同盟軍第2軍所属。ビンズバンカーの反乱では、ビンズバンカーに利用され、捨て駒にされ死亡。
レドロス・ビンズバンカー
声：森田順平
クラウド同盟軍第2軍副司令。GTのパイロットであるが、優れた作戦立案と開戦してから無傷で味方の全部隊撤収に成功した功績により副司令に昇格。戦後は第2軍を率いて反乱を起こす。
ハクト・ロンド
声：大川透
ハクト・ロンド専用メイサージ（試作機）のパイロット。デオン連邦軍のGT開発担当の技術特務士官。天才的頭脳の持ち主である。メイサージなど多くの強力なGT開発に携わる。同時にエンジニアの枠にとらわれず自らGTに搭乗する。優秀な操縦とそのメイサージのカラーリングは赤色であることで、敵である同盟からは「デオンの赤い悪魔」と呼ばれ恐れられている。戦後は旧デオン市民のために反乱を起こす。ネルフェアの恩師でもある。
シュード・シーゲル
声：石田彰
サンダーボルト（有人機）のパイロット。ハクトが「静」ならばシュードは「動」である。ハクトの右腕として共に行動する。お互い正反対の性格でありながら彼の知識の豊富さ、心ある冷静さからハクトを慕っており、出会い以来、彼のサポートに当たっている。戦後はハクトと共に反乱を起こす。
クルス・キサラギ
声：喜田あゆ美
サンダーチーフ（有人機）のパイロット。デオン連邦軍特務中佐。冷酷無比を形にした女性。情報部と精通しており、GTのパイロットとしても優秀な腕を持つ。敵味方問わず利用できるものは何でも利用する狡猾な戦士である。過去にも何か因縁があるようである。
ダスティ・ロス・モリス
声：岸祐二
ハクトの上官。同盟のGTに対し脅威を覚えた数少ない人物の一人。
グルン・バウ・ヨルド
声：伊井篤史
デオン連邦軍マダスカス島守備隊隊長。同盟のGTに対して脅威を覚えた数少ない人物の一人。同盟のマダスカス攻略戦において今まで集めたデータをシュードに渡し、自らガンエレファント（有人機）に搭乗してキョウ達第13独立機動部隊と戦い、戦死した。
ネルフェア・ノースロック
声：増田ゆき、田中嘉子
ハクトの教え子の天才少女。規律に厳しい為、志願兵からの人望は薄い。GT-K（ナイトフード）やGT-W（レスル）、ロストナンバーの実力を発揮できる。
オメガ・フォークロス
声：岸祐二
カンジのライバル。生身での戦闘はカンジより上。インパルスIV改のパイロットでもある。
リョウ・シーゲル
声：津村まこと
アリア・アルザス

バルツ・シュタイン

ダルク・フォルテン

## ストーリー

### 第三次クラウディア大戦
惑星クラウディア。そこでは永きに渡ってクラウド同盟とデオン連邦の2大勢力による緊張が続いていた。クラウディア暦2091年2月、デオン連邦は大量の無人兵器の中核を「GT -グランドトルーパー-」と呼ばれる人型兵器を用い、同盟の多くの都市に連邦の圧倒的戦力で開戦してからわずか1週間で灰墟に帰した。開戦してから数ヵ月後、クラウド同盟はデオン大陸における全領土を失い、両陣営の戦闘は膠着状態となった。この間、同盟もGTの開発を推進し、ついには同盟軍初の有人GT「ガンブレイズ」の開発に成功。後に英雄となるキョウ・アカツキ以下第13独立機動部隊の面々。この物語は彼が第13独立機動部隊に配属されることから幕を開ける。

### 同盟の反撃
惑星クラウディア。そこでは永きに渡ってクラウド同盟とデオン連邦の2大勢力による緊張が続いていた。クラウディア暦2091年2月、デオン連邦は大量の無人兵器の中核を「GT -グランドトルーパー-」と呼ばれる人型兵器を用い、同盟の多くの都市に連邦の圧倒的戦力で開戦してからわずか1週間で灰墟に帰した。開戦してから数ヵ月後、クラウド同盟はデオン大陸における全領土を失い、両陣営の戦闘は膠着状態となった。この間、同盟もGTの開発を推進し、ついには同盟軍初の有人GT「ガンブレイズ」の開発に成功。キョウ・アカツキを隊長とする第13独立機動部隊は数々の戦いの中で出会いと別れを繰り返し、激しい攻防の末、つかの間の安寧を得るに至った。しかし、戦いの真の終わりはまだ訪れてはいなかった。クラウディア暦2092年1月、ついにクラウド同盟はデオン連邦に対し反撃を開始する。

### レジェンド オブ クラウディア
第三次クラウディア大戦がクラウド同盟の勝利により終結してから数ヶ月、まだ各地では戦争の傷が残っていた。惑星クラウディアの統一を目指して新しく誕生したクラウディア統一政府の命令でキョウ達第3軍が配置されたスカルフィー半島もデオン連邦の残党が不穏な動きをしているなど例外ではなかった。前任の第2軍はキョウ達第3軍を快く思ってはおらず、波乱含みであった。やがて、デオンの残党にハクト・ロンドが絡んでいるとの情報を受けたキョウはロンドに話を聞くべく単身、ロンドのアジトへ潜入する。ロンドは話すことはないとし、聞く耳を持たず去っていく。しばらくして、ロンドと話をすることができたキョウは、そこで第2軍が旧デオン市民を虐げているという驚愕の事実を知る。

## 主題歌
- OP「Over the Top!」（作詞：影山ヒロノブ　作曲：千沢仁　編曲：河野陽吾　歌：JAM Project）
- ED・AR「In my Heart」（作詞・作曲：影山ヒロノブ　編曲：河野陽吾　歌：JAM Project）

## 関連ゲーム用語

### グランド・トルーパー（Ground Trooper）
惑星クラウディアのクラウドストリームと呼ばれる特殊な環境に対応すべく、人型土木作業機械MWo（マルチワーカー）は発展され、後に軍事転用を目的とする戦闘用機械MWa（マルチウォーカー）へと派生する。グランド・トルーパーはそれをさらに発展させた“陸戦用汎用人型戦闘機械”である。後に水中に適応させたシー・トルーパー、空中への飛行を可能としたフライング・トルーパーなどの派生機が生まれる。

#### クラウド同盟軍

##### ガンブレイズ
ガンブレイズシリーズと呼ばれる有人機。デオン連邦の無人機に対抗すべく開発されたクラウド同盟軍の主力メカ。全部で26のバリエーションがあり、それぞれアルファベット順に並んでいる。有人機がRINXと呼ばれるシステムを使い、無人機を操作する。これにより有人機の判断でとっさの事態にも対応できる。
- GTB77-A アサルト（Assault）
  - 突撃・強襲型。ガンブレイズの基本形として開発された。武器はアサルトライフル、スラッシュパイル。
- GT-B77-AL
  - キョウ・アカツキ専用GT-A
- GTB77-B バックアップ（Back-up）
  - 中距離攻撃支援型。武器はアサルトライフル。
- GT-B77-BF
  - リエ・アカツキ専用GT-B
- GTB77-C コールド・ディストリクト（Cold District）
  - 寒冷地戦闘型。
- GTB77-D デストラクション（Destruction）
  - 破壊・駆逐戦闘型。
- GTB77-E エクスプレス（Express）
  - 高速補給型。武器はアサルトライフル、スラッシュパイル。
- GTB77-F ファイアー（Fire）
  - 移動重砲型。
- GTB77-G ゴースト（Ghost）
  - 幻影戦闘型。
- GTB77-H ホバー（Hover）
  - 機動戦闘型。
- GTB77-I インターセプター（Interceptor）
  - 妨害・迎撃戦闘型。
- GTB77-J ジャミング（Jamming）
  - 情報妨害戦闘型。
- GTB77-K ナイト（Knight）
  - 剣術戦闘型。
- GTB77-L ロングレンジキラー（Long range Killer）
  - 遠距離支援型。
- GTB77-M マリン（Marine）
  - 水中戦闘型。
- GTB77-N ナイトアタック（Night attack）
  - 夜戦強襲型。
- GTB77-O オーバーヘッド（Overhead）
  - 空対地戦闘型。武器はアサルトライフル、スラッシュパイル。
- GTB77-P パーソナルウェポン（Personnel weapon）
  - 対人戦闘型。
- GTB77-Q クウォーターバック（Quarterback）
  - 統括情報支援型。
- GTB77-R レコネーター（Reconnoiter）
  - 強行偵察型。
- GTB77-S サッパー（Sapper）
  - 工兵型。
- GTB77-T テイキングオフ（Taking-off）
  - 隠密戦闘型。武器はアサルトライフル、スラッシュパイル。
- GTB77-U ユナイト（Unite）
  - 装甲応用強化型。
- GTB77-V ボルト（Volt）
  - 電撃戦闘型。
- GTB77-W レスル（Wrestle）
  - 格闘戦闘型。
- GTB77-X エクストラ（Xtra）
  - 特殊戦闘型。
- GTB77-Y ヤフー（Yahoo）
  - 拠点防衛型。
- GTB77-Z ゼファー（Zephyr）
  - 飛行型。
- イマカルム

#### デオン連邦軍
デオン連邦はクラウド同盟と違い、各メーカーに発注を行ったため、メーカーごとの開発思想が反映されている。無人機が多く、一度設定したらその目的を最後まで破壊するものの民間人や都市部を含めた目標以外のものも無差別に完全に破壊するため使用に関しては連邦内部でもダスティをはじめとした心ある指揮官からは不満や異論が出ている。指揮官によっては敵の動きを先読みし、入力していることもできる。
- 044Im-GT アクアウルフ
  - 水中戦闘型。
- 042Mm-GT アクアメイジ
  - 水中戦闘型。
- 052M-GT ガンエレファント
  - 超遠距離支援型。
- 052M-GTp ガンエレファント（有人機）
  - 超遠距離支援型。数少ない有人GTの一つ。
- 0545-GT ガンドール
  - 中距離支援型。武器はアサルトライフル。
- 056S-GT ガンバースト
  - 中距離支援型。
- キルビート
- 092O-GTp サンダーオックス
  - 汎用戦闘型。
- 065M-GT サンダーチーフ
  - 高機動接近型。
- 065M-GTp サンダーチーフ（有人機）
  - 高機動接近型。数少ない有人GTの一つ。
- 065MII-GT サンダーチーフII
  - 高機動接近型。
- 061I-GT サンダーボルト
  - 局地戦闘型。武器はアサルトライフル。
- 061I-GTp サンダーボルト（有人機）
  - 局地戦闘型。数少ない有人GTの一つ。武器はアサルトライフル。
- 061IZ-GT サンドイーター
- 032M-GT デイージ
- 014Mb-GT デイージキャメル
  - 局地戦闘型。
- デストリビューター
- フォレーダ
- フライングメイヤー
- 080K-GT メイサージ
  - 機動強化型。
- 080K-GTp メイサージ（有人機）
  - 機動強化型。数少ない有人GTの一つ。
- 080KR-GTp メイサージ（試作機）
  - 機動強化型。数少ない有人GTの一つ。ハクト・ロンド専用GT。ロンドが設計・開発を担当した。
- メイサ・イージィ
- メガリーダ
- メサージ・フィル
- 014Y-GT ヤルッゼェ
  - 陸戦型。武器はアサルトライフル。

### シー・トルーパー（Sea Trooper）
グランド・トルーパーのGT-Mから発展させて開発された水中戦用の戦闘用機械。これにより海軍力向上につながった。グランド・トルーパーのようにアルファベット順で開発されている。
- ST-A
- ST-B
- ST-C
- ST-D
- ST-E
- ST-F
- ST-G
- ST-H
- ST-I
- ST-J
- ST-K
- ST-L
- ST-M
- ST-N
- ST-O
- ST-P
- ST-Q
- ST-R
- ST-S
- ST-T
- ST-U
- ST-V
- ST-W
- ST-X
- ST-Y
- ST-Z

### フライング・トルーパー（Flying Trooper）
グランド・トルーパーのGT-Zから発展させて開発された飛行型の戦闘用機械。クラウド・ストリーム内で飛行が可能であり、航空力の向上にもつながった。グランド・トルーパーのようにアルファベット順で開発されている。
- FT-A
- FT-B
- FT-C
- FT-D
- FT-E
- FT-F
- FT-G
- FT-H
- FT-I
- FT-J
- FT-K
- FT-L
- FT-M
- FT-N
- FT-O
- FT-P
- FT-Q
- FT-R
- FT-S
- FT-T
- FT-U
- FT-V
- FT-W
- FT-X
- FT-Y
- FT-Z

下のインパルス9までの9機はクラウディア統一政府（戦時中はデオン連邦の方でも計画されていた）のFZ計画に基づいて開発された機体である。その内、インパルス7はキョウ・アカツキの息子であるカンジ・アカツキの搭乗機となる。
- FT-ZX-01 インパルス1
- FT-ZX-02 インパルス2
- FT-ZX-03 インパルス3
- FT-ZX-04 インパルス4
- FT-ZX-05 インパルス5
- FT-ZX-06 インパルス6
- FT-ZX-07 インパルス7
- FT-ZX-08 インパルス8
- FT-ZX-09 インパルス9
- XFT-II クラウドセイバー
  - 武器はCSライフル。
- XFT-F-01 ガルストーム1号機
- XFT-F-02 ガルストーム2号機
- XFT-S-01 ガーディアル1号機
- XFT-S-02 ガーディアル2号機
- XFT-S-03 ガーディアル3号機
- XFT-W-01 ウィンテッド1号機
- XFT-W-02 ウィンテッド2号機
- XFT-W-03 ウィンテッド3号機
- エアキャバリア
- デスグィード
- ヴァールハイト
- レイフォール
- ガーディアル
  - 武器はCSライフル。

### 艦艇
- アスタンテ
- ノルスタン
- 改ノルスタン級
- アスタンテII
- 改アスタンテII級
- 潜水揚陸艦
- GTマザー